# Десанка Дугалић
Десанка Дугалић Недељковић (Чачак, 28. новембар 1897 — Београд 22. април 1972) била је српска глумица.

## Биографија
Рођена је у Чачку од оца Стевана, окружног надзорника монопола дувана, и мајке Драге. Основну школу је завршила у Ваљеву, а потом шест разреда гимназије у Ваљеву и Београду где је затиче Први светски рат. Завршила је глумачку школу код проф. Ларшеа у Паризу. Први пут је наступила 3. марта 1921. као Мими у „Чергарском животу“ у Народном позоришту у Београду. У Народном позоришту је остварила 115 улога, била је првакиња драме и ангажована до 1944. године.
Током Другог светског рата је режирала „Вечитог младожењу“ Јакова Игњатовића.
Удата је 1931. за економисту Милорада Недељковића са којим је имала сина Божидара-Бошка (1933). Њена сестра Лепосава (1904—1985), удата Петровић, је такође била глумица.
После рата играла је у неколико филмских улога, међу којима су Коктел и Деца војводе Смита из 1967. године. 
Умрла је 1972. године у Београду. Њој у част је Музеј позоришне уметности Србије приредио изложбу 2003. године.

## Детињство и младост
Десанка Деса Дугалић рођена је, 15. новембра по старом (28. новембра по новом) календару 1897. године у Чачку, у браку Драге, рођене Јанковић, и Стевана Дугалића, тадашњег писара монопола дувана. Будућа глумица је основну школу завршила у Ваљеву, али се после ране мајчине смрти, сели у престоницу, где уочи Првог светског рата завршава шести разред Гимназије. Желећи да деци која су расла без мајчине љубави надоместе пажњу и обезбеде услове за даље школовање, старање о малим Дугалићима преузимају Милка Јанковић, рођена Сретеновић, баба по мајци, и ујаци. Међу њима посебно место заузима Радоје Јанковић, официр, дипломата и књижевник (1879-1943). Овај образовани и предузимљиви човек био је нарочито брижан према сестриним кћерима. Бринуо се о рано нарушеном здрављу гимназијалке Десе. Са захвалношћу је наглашавала његову спремност да подстиче њено стално образовање и уметничко усавршавање, развијајући код ње отвореност према другим културама и нацијама, водећи је са собом на путовања и непосредно је упознајући са врхунским културним вредностима широм Европе. Захваљујући њему, Деса Дугалић после кратког опоравка у Грчкој, како наводи њен биограф Александра Милошевић, путује на Балеарска острва, одакле је због климатских услова који нису погодовали њеним плућима, отпутовала за Женеву.

## На сцени националног театра
Чим је први пут ступила на сцену Народног позоришта, а нарочито после другог повратка из Париза, где је још једном кратко боравила како би довршила студије, потпуно је била обузета магијом драмске уметности. У другој послератној сезони националног позоришта које се подизало из пепела захваљујући вољи и ентузијазму позоришних прегалаца, Деса Дугалић дебитује улогом Мими у Чергаршком животу А. Миржеа и Т. Баријера, 3. марта 1920. године. 
На основу плаката који се чувају у збирци позоришних плаката и програма Музеја позоришне уметности Србије, Александра Милошевић, виши кустос ове институције, сачинила је попис улога које је Деса Дугалић остварила у националној позоришној кући, чији је стални члан била од 1922. до 1944. године. За двадесет две године, према овом попису публикованом у каталогу који је пратио изложбу приређену у част Десе Дугалић 2003. године, ова глумица остварила је на позорници Народног позоришта 114 жанровски веома разноврсних и запажених уметничких креација.
Играла је и у драмама домаћих писаца, међу којима су Борисав Станковић, Јанко Веселиновић, Светозар Ћоровић, Бранислав Нушић, Иво Војновић, Живојин Вукадиновић, Ранко Младеновић Момчило Милошевић и други. Свему томе много је доприносила и њена природна, мелодијски лепо и психолошки тачно преливена дикција са артикулацијом гласова који су се добро чули и на последњој галерији. Таквом дикцијом, личним шармом, лепом појавом и елеганцијом у тоалетирању деловала је ванредно природно у француским салонским тзв. конверзационим комадима каквих је било доста између два рата. Уз добре партнере, нарочито Владету Драгутиновића и Мату Милошевића, она је могла да испољава богатство своје уметничке природе.

## Путница и путописац
Десанка Дугалић Недељковић, у четвртој деценији протеклог века, доживљава и свој уметнички врхунац.
Потврда њене надарености је самостално публиковано књижевно остварење путопис Забелешке с пута кроз Палестину, Сирију и Египат у лето 1931. Путопис са елементима дневника, који прате занимљиве фотографије, настао је из глумичине љубави према путовањима, из њене отворености за различитости и жудње за сазнањима о далеким пределима, културама и људима, које је стекла још у младости. Штампан је у београдској Привреди.
Летопис Матице српске у децембру 1931. године објављује афирмативан приказ књиге потписан иницијалом Н. Аутор скреће пажњу читалаца на овај тек публиковани путопис.

## Педагошки рад у Глумачкој школи Народног позоришта
Жудећи да у потпуности искаже своје искуство стечено на сцени и своју опредељеност да својим постојањем служи лепоти, у годинама пред Други светски рат, Десанка Дугалић Недељковић се окушала и као предавач у Глумачкој школи Народног позоришта, аутор књиге о визуелној глуми, писац чланака о позоришним представама које су објављивали Правда и Време, режисер, писац драмског текста и врстан интерпретатор српске народне поезије на Радио Београду и изузетно посећеним концертима.

## Глумица као драмски писац
Десанка Дугалић Недељковић имала је и амбицију да сама напише комад у којем би главну женску улогу у потпуности креирала по својој мери. У мноштву извора наведено је да је, још у време боравка у Паризу, написала драме Две сестре и Тако ћаскајући, за које се сматра да су, уз друге њене необјављене литерарне покушаје, изгубљени. Ипак, харизма и слава коју је у међувремену стекла, омогућила јој је да се оствари и као драмски писац чије је дело постављено на сцену националног театра. Премијера комада у четири чина На другој обали, који је носио првобитни наслов С ону страну океана, изведена је у уторак, 10. децембра 1935. године, на Малој позорници Народног позоришта у режији Јосипа Кулунџића. Била је и сарадник у новинама Српски народ.
- Елементи визуелне глуме / Деса Дугалић-Недељковић. - Београд : Штампарија "Глобус", 1935 ([б. м. : б. и.]). - 79 стр. ; 18 cm  237906695

## Галерија фотографија
Све фотографије су из Завичајног фонда Градске библиотеке Владислав Петковић Дис из Чачка.
- Деса Дугалић на почетку каријере
- Глумица Деса Дугалић
- Глумица Деса Дугалић
- Деса Дугалић у улози Маргарите Готије у представи Дама с камелијама, 1934. година
- Деса Дугалић са сином Божидаром Недељковићем
- Деса Дугалић на сцени Народног позоришта у Београду у представи Ифигенија на Тавриди, Београд, 1944. година